# إثميا سوداء الخطوط
إثميا سوداء الخطوط (الاسم العلمي:Ethmia nigritaenia) هي نوع من الحشرات تتبع جنس الإثميا من فصيلة الألاشستيات.